# Das Boot (sång)
Das Boot (i Storbritannien och USA The Boat) är huvudtemat för den västtyska filmen och TV-serien Das Boot, skriven och producerad av Klaus Doldinger och utgiven som singel 1991.
År 1991 gjorde Alex Christensen och hans musikprojekt U 96 en cover av sången. Denna technoversion var U96:s debutsingel från albumet med samma namn och blev snabbt populär. Den toppade den tyska singellistan i början av 1992, där den låg på första plats i 13 veckor. "Das Boot" toppade även singellistorna i Österrike, Israel, Norge och Schweiz och var en topp-10 singelhit i Danmark, Finland, Frankrike, Nederländerna och Sverige. I Storbritannien nådde den 18:e plats. Låten har även blivit remixad många gånger.

## Listplaceringar
- GfK Entertainment Charts (Tyskland): #1[1]
- VG-Lista (Norge): #1[2]
- Österreichische Hitparade (Österrike): #1[3]
- Schweitzer Hitparade (Schweiz): #1[4]
- Nederländska topplistan: #3[5]
- Sverigetopplistan: #5[6]
- Ultratop (Belgien): #11[7]
- UK Singles Chart (Storbritannien): #18[8]